# Nerja
Nerja ist eine südspanische Küstenstadt und eine Gemeinde (municipio) mit insgesamt 22.187 Einwohnern (Stand: 2024) im Osten der Provinz Málaga in der Autonomen Region Andalusien.

## Lage
Die Stadt Nerja liegt in einer Höhe von ca. 20 bis 100 m an der Costa del Sol knapp 58 km östlich der Provinzhauptstadt Málaga. Bis nach Granada sind es ca. 95 km in nordöstlicher Richtung.

## Geographie

### Lage und Geologie
Nerja liegt am westlichen Mittelmeer an der Costa del Sol am Fuße der Sierra de Almijara. Nordöstlich des Ortes befinden sich die Berge Pico del Cielo (1.508 m) und Cerro Cabeza del Caballo (1.188 m) und an der nördlichen Gemeindegrenze der Tajo del Almendrón (1.514 m) sowie der Torre del Almendrón (1.335 m). Durch die Gemeinde fließt der Rio Chíllar, der westlich von Nerja ins Mittelmeer mündet.

### Strände und Küsten
Nerja besitzt eine 14 km lange Küste; die Namen der Strände sind El Playazo, El Chucho, La Torrecilla, El Salón, La Caletilla, Calahonda, El Chorrillo, Carabeo, Carabeillo und Burriana. El Playazo besticht durch eine Umgebung, die den Folgen der Urbanisierung an der Küste Málagas noch nicht zum Opfer gefallen ist. Die Strände Burriana und La Torrecilla sind barrierefrei. Die Namen der Steilküsten sind La Cala Barranco de Maro, La Caleta, El Acantilado de Maro, La Torre de Maro, El Molino de papel, Las Alberquillas, Cala del Pino und Cala El Cañuelo.

## Bevölkerungsentwicklung
| Jahr      | 1857  | 1900  | 1950  | 2000   | 2020   |
| Einwohner | 6.234 | 7.161 | 7.123 | 16.795 | 20.899 |

Die Einwohnerzahl der Gemeinde ist aufgrund der Schaffung von Arbeitsplätzen infolge des zunehmenden Tourismus seit der Mitte des 20. Jahrhunderts deutlich angestiegen. Zur Gemeinde gehört auch der etwa 4 km östlich gelegene Küstenort Maro.

## Wirtschaft
Der Ort und seine Bevölkerung waren traditionell von der Landwirtschaft und vom Fischfang abhängig. Angebaut werden traditionell Getreide, Wein, Mandeln, Oliven und Gemüsepflanzen wie Bohnen, Kichererbsen und Erbsen; später kamen Tomaten, Kartoffeln, Mandeln, Zuckerrohr, Chirimoyas, Papayas, Mangos, und Avocados hinzu. Seit dem Jahr 1932 gehört Nerja zu den Gemeinden, in denen Malagawein angebaut werden darf. In den 1960er Jahren begann man mit der Vermietung von Ferienwohnungen (casas rurales) und dem Ausbau zu einem Badeort.

## Geschichte

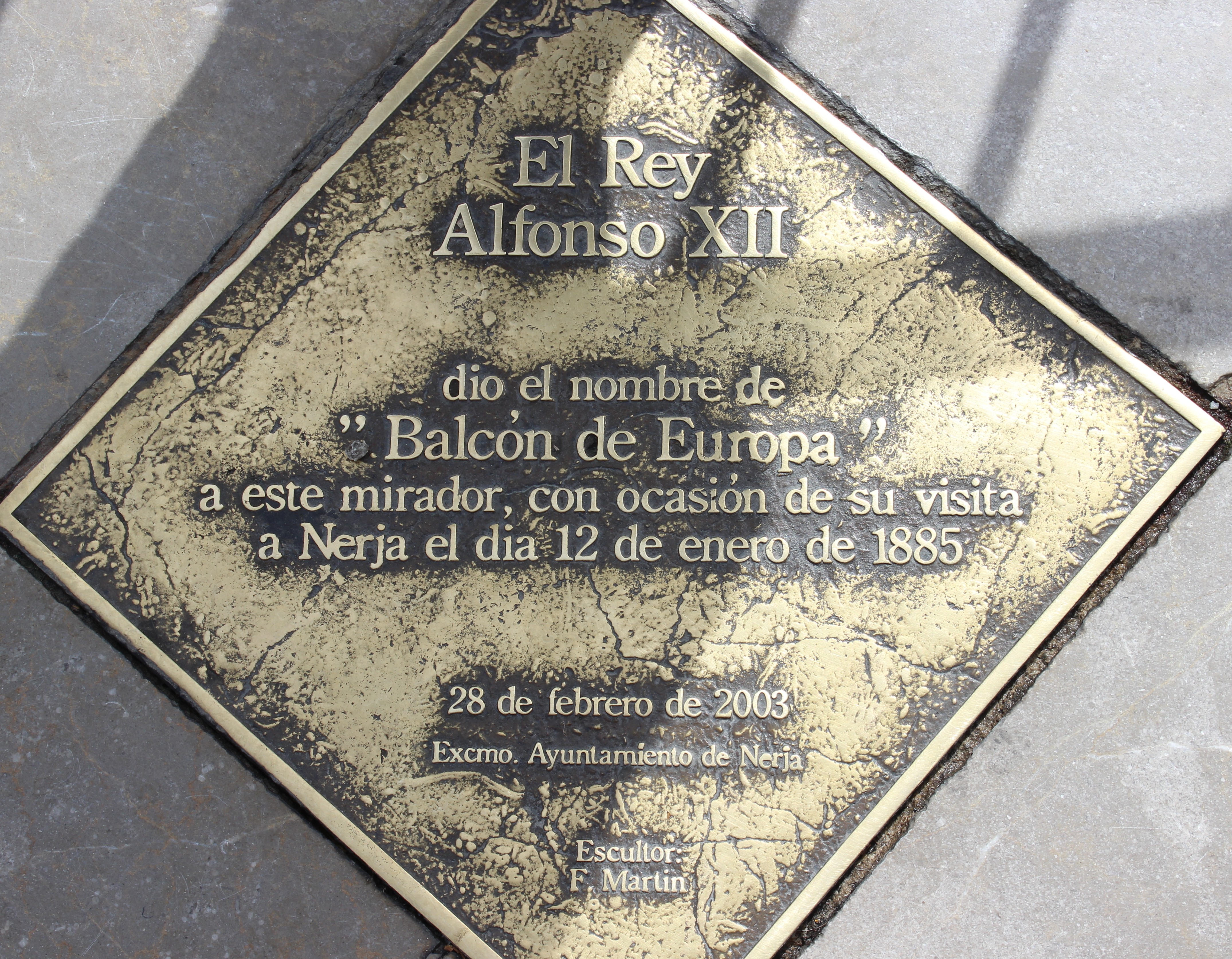
Nerja, Spanien. Erinnerungsplakette an den Besuch des Namensgebers (König Alfonso XII.) auf dem Balcòn de Europa (2015)

In den Höhlen in der Nähe des Ortsteils Maro wurden Zeugnisse von menschlicher Besiedlung aus der Altsteinzeit gefunden. Ebenfalls in Maro wurden Überreste einer römischen Villa, die als Detunda bezeichnet wird, entdeckt. Die Mauren bauten etwas weiter im Landesinnern die ersten Gebäude. Erste schriftliche Hinweise auf den Namen Nerja stammen von dem Geschichtswissenschaftler Almacarri de Tremecen und dem arabischen Poeten und Geographen Ibn Sadí um das Jahr 917; sie verwendeten die Ortsbezeichnungen Nerja, Naricha, Narixa oder Narija mit der Bedeutung »(reiche) Wasserquelle«. Die Mauren bauten auch eine kleine Festungsanlage an der Küste. Nachdem der Herzog von Nájera die Stadt Vélez-Málaga im Jahr 1487 eroberte, ergab sich Nerja widerstandslos der christlichen Übermacht. Im Jahre 1509 wurde der Bau einer kleinen Festung in der Stadt Nerja vollendet. Sie wurde auf einer Klippe errichtet und stand nicht an derselben Stelle wie die Festung der Mauren. Die Festung sollte zum Schutz vor Angriffen der Berber dienen. Im 16. Jahrhundert zogen viele arabischstämmige Einwohner fort oder wurden vertrieben. Dies geschah vor allem durch die Neuansiedlung von Altchristen aus Vizcaya, Galicien, Valencia, Sevilla und anderen Teilen Andalusiens, aber auch durch den Morisken-Aufstand 1568.
Im Unabhängigkeitskrieg 1812 wurde während der Besetzung durch napoleonische Truppen die kleine Festung von der britischen Flotte zerstört. Ende 1875 verwüstete eine Reblausplage fast alle Weinfelder, was eine wirtschaftliche Notsituation zur Folge hatte. Am 25. Dezember 1884 erschütterte ein gewaltiges Erdbeben weite Teile der Axarquía (Provinz Málaga) und Teile der Provinz Granada. Bei dem Erdbeben waren insgesamt 900 Tote zu beklagen. In Nerja wurden viele Häuser zerstört. Auf Grund des Erdbebens besuchte Alfons XII. am 20. Januar 1885 die Stadt und hielt auf dem Platz, auf dem die ehemalige Festung stand, eine Rede. Heute steht eine Statue Alfons XII in Lebensgröße auf dem Platz.

## Kultur und Sehenswürdigkeiten

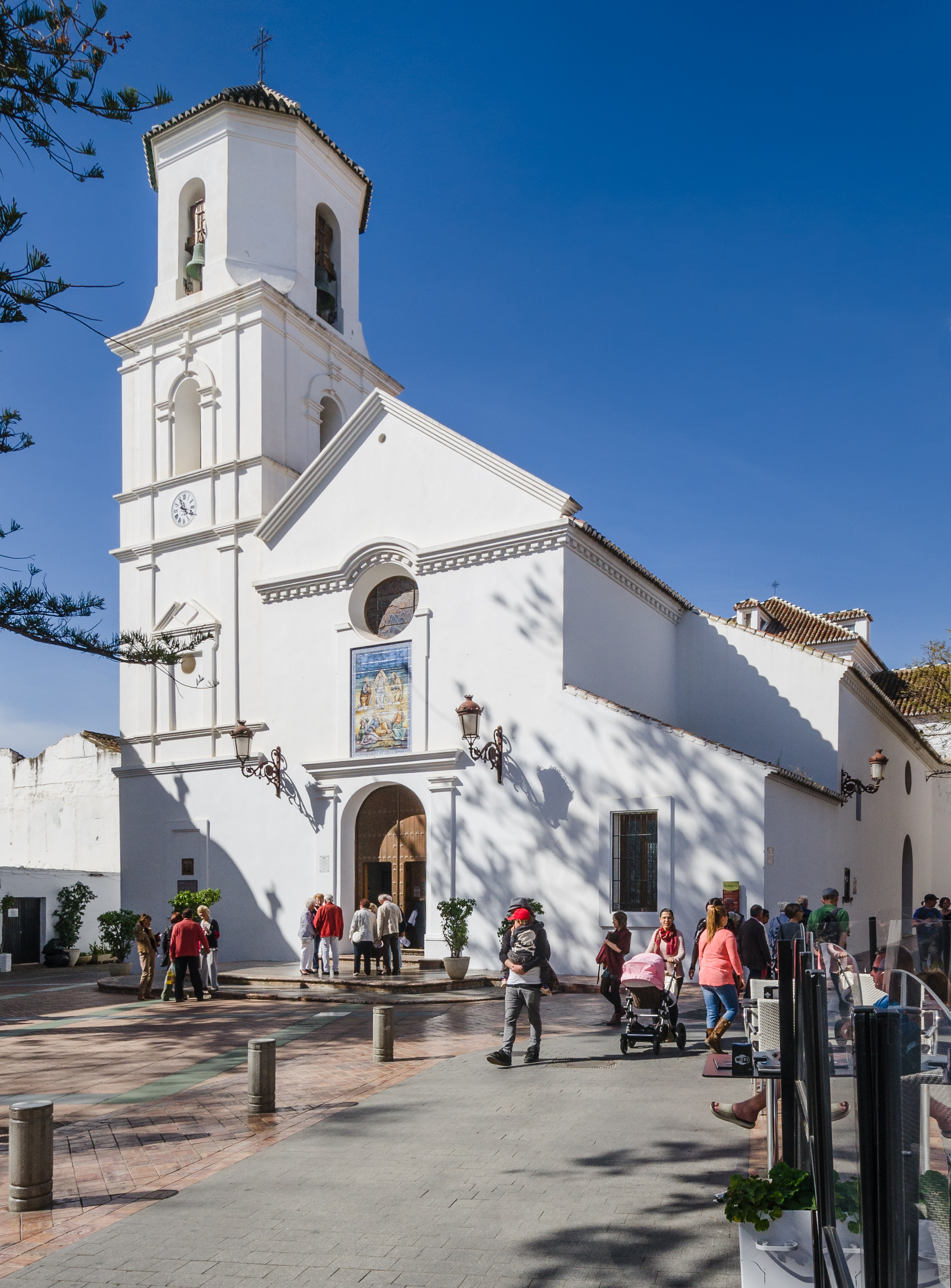
Iglesia del Salvador

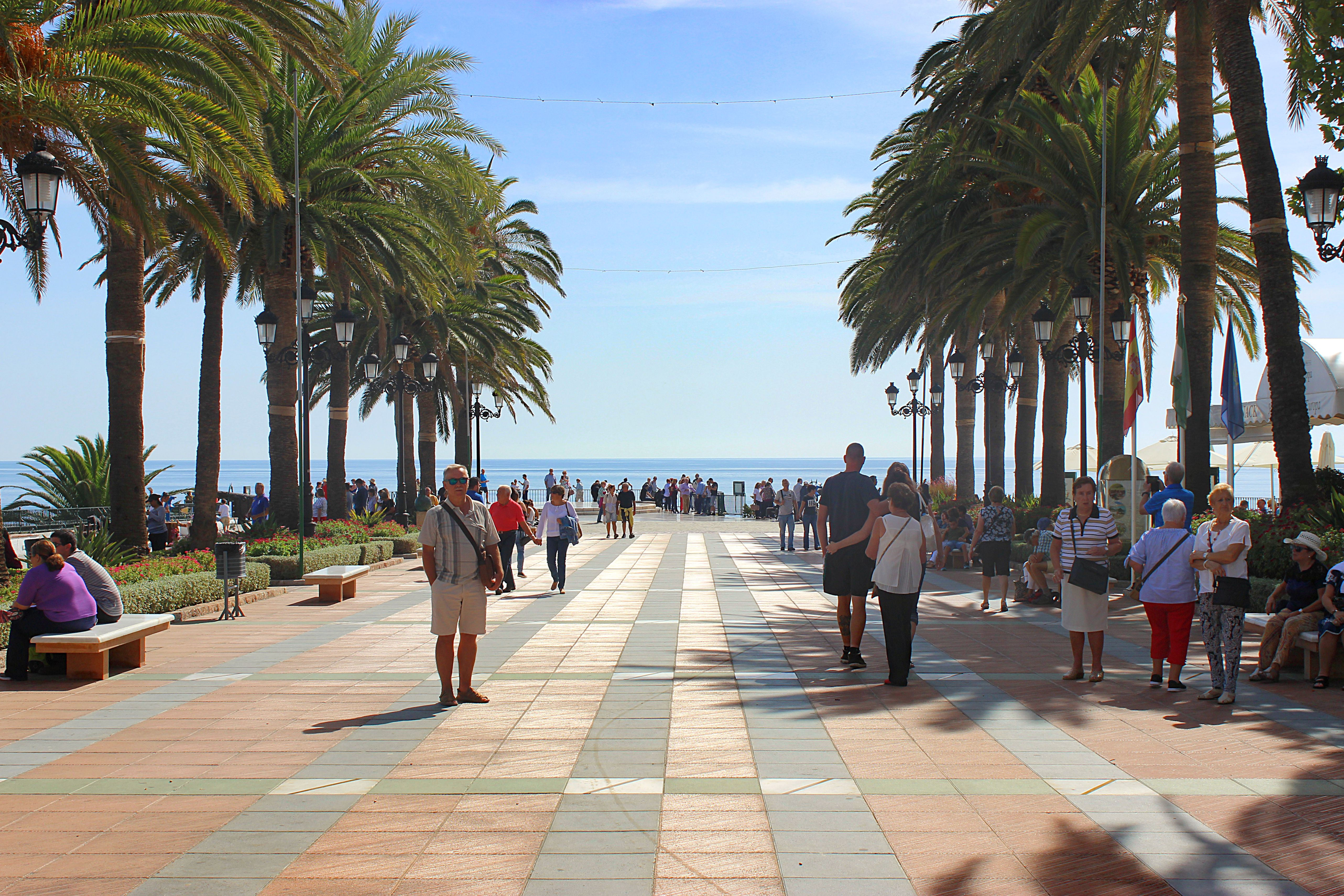
Der „Balkon Europas“ (Balcón de Europa)

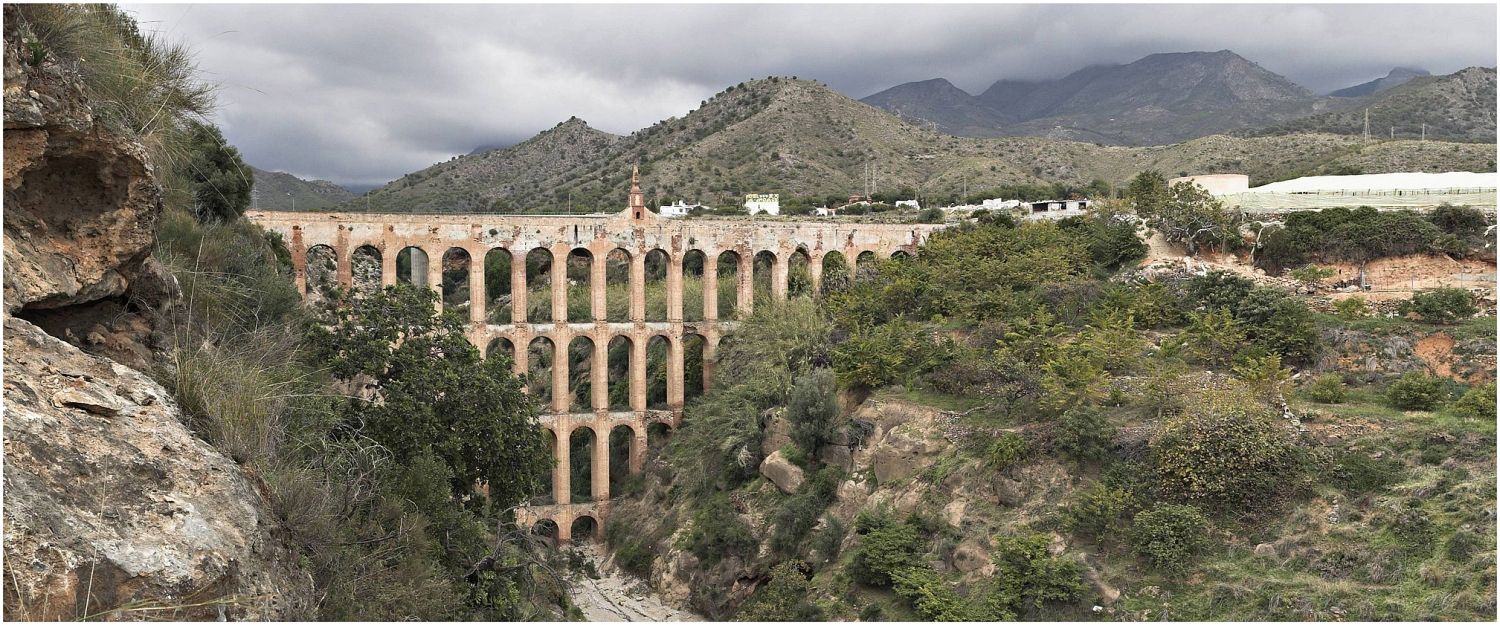
Aquädukt

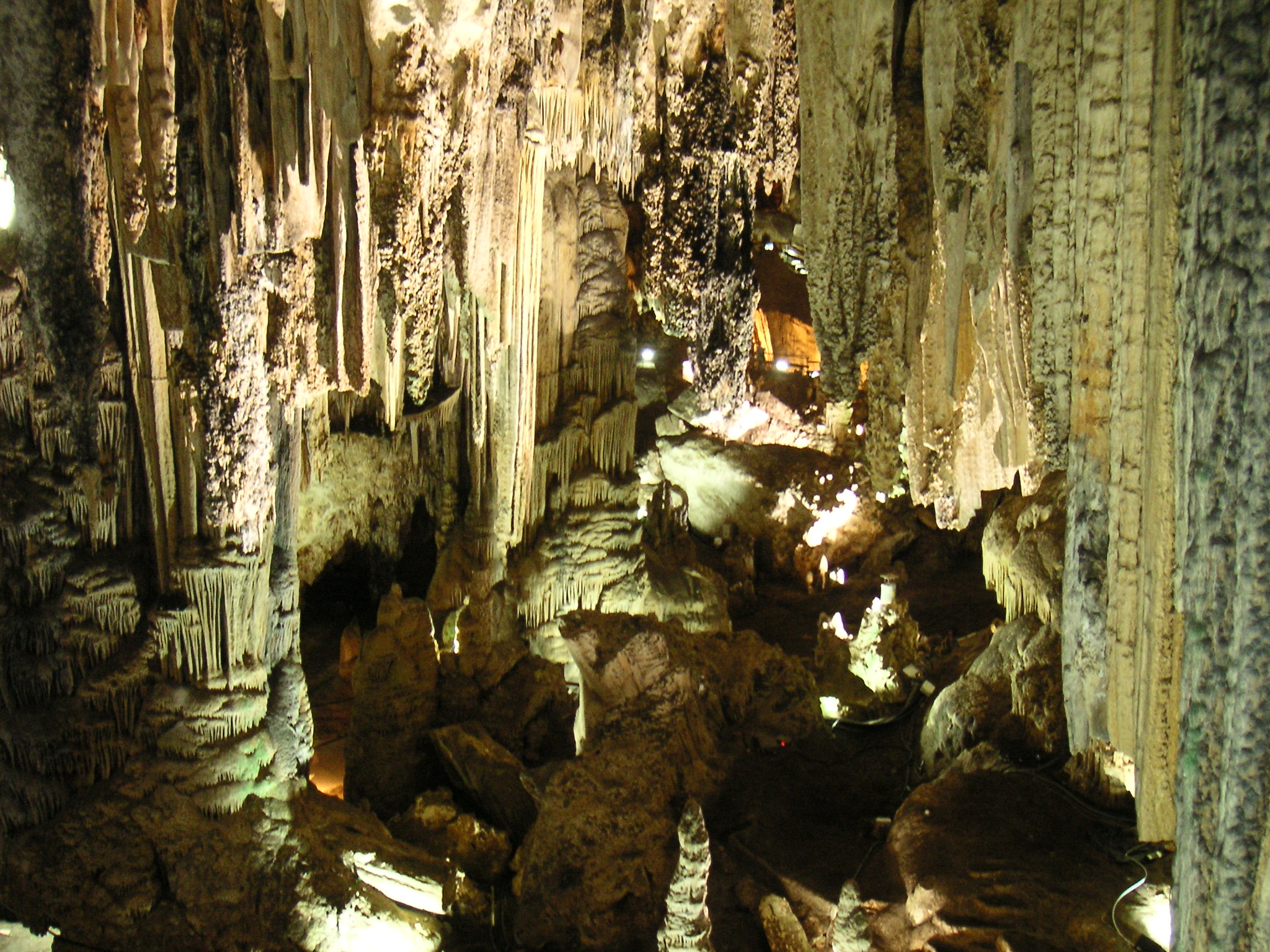
Höhlen von Nerja

### Sehenswürdigkeiten
Nerja
- Balcón de Europa (Balkon Europas) heißt die Hauptattraktion des Küstenstädtchens. Diese Aussichtsplattform mit Panorama-Blick über das Mittelmeer liegt auf einem Felsvorsprung in ca. 20 m Höhe über dem Meer. Hier endet die innerstädtische Fußgängerzone. Museum und Rathaus befinden sich in unmittelbarer Nähe. Den Namen erhielt dieser Mirador (spanisch für Aussichtspunkt) im  Jahre 1884 nach einem Besuch Königs Alfons XII. Er beendete seine Rede mit dem Ausruf: ¡Este es el Balcón de Europa! („Dies ist der Balkon Europas!“).
- Die Ermita de las Angustias ist eine Kapelle aus dem ausgehenden 17. Jahrhundert im Barockstil; im 18. Jahrhundert wurde sie umgebaut. Ihr Glockenturm (campanario) sowie die Fresken der Kuppel sind der Schule des Malers Alonso Cano aus Granada zuzuordnen.[9]
- Die Iglesia del Salvador („Erlöserkirche“) aus dem 17. Jahrhundert im Barock- und Mudejarstil besitzt einen Turm in quadratischer Form sowie einen achteckigen Glockenturm. Im Inneren sind Wandgemälde des Malers Francisco Hermández zu finden.[10]
- Die Ingenio de San Antonio Abad ist eine der wenigen Zuckerfabriken, die sich an der Küste Málagas erhalten haben.
- Das Geschichtsmuseum von Nerja beherbergt eine Sammlung aus prähistorischer bis zur heutigen Zeit, die die Stadt, ihre Geschichte und ihr natürliches Erbe behandelt. Es können unter anderem wertvolle Ausstellungsstücke wie ein komplettes, etwa 8000 Jahre altes Skelett einer jung verstorbenen Frau („Pepita“ genannt), betrachtet werden. Außerdem überzeugt es durch didaktische Elemente für die kleinsten Besucher und moderne Technik, wie interaktive Schautafeln. Das Museum befindet sich inmitten der Stadt.[11]
- Die Ruine des Küstenwachturmes Torre de la Miel stammt aus dem 18. Jahrhundert.

Maro
- Die Höhlen von Nerja (Cuevas de Nerja) wurden im Jahr 1959 von fünf jungen Männern bei der Beobachtung von Fledermäusen entdeckt. Das zum Teil touristisch erschlossene Höhlensystem gehört zu den eindrucksvollsten Schauhöhlen Spaniens.[12]
- Der Acueducto del Aguila wurde im 19. Jahrhundert erbaut, um Wasser zu den Mühlen zweier Zuckerfabriken zu transportieren. Seine Bögen sind in vier Stockwerken angeordnet, die den großen Höhenunterschied überwinden.[13][14]
- Die Iglesia de las Maravillas („Kirche der Wunder“) ist ein kleiner Tempel aus dem 17. Jahrhundert.[15]

### Kultur
Die 19-teilige spanische Fernsehserie Verano Azul von 1981 spielt in Nerja. Einige Folgen der Serie erreichten in Spanien 20 Millionen Zuschauer, sie wurde mehrmals wiederholt und auch in Lateinamerika, Portugal, Frankreich, Jugoslawien, Bulgarien und Polen gezeigt. Die Romane Ein Ire an der Sonnenküste (Originaltitel Balcony of Europe) von Aidan Higgins, Leisure von Kevin Sampson und Encarnita’s Journey von Joan Lingard spielen in Nerja. Der deutsche TV-Film Der Traum vom Süden aus dem Jahr 2004 mit Gila von Weitershausen und Elmar Wepper spielt zum Teil in Nerja und wurde teilweise auch dort gedreht.

## Söhne und Töchter der Stadt
- Nuria Fergó (* 1979), Liedermacherin und Schauspielerin
- Ouassim Oumaiz (* 1999), Langstreckenläufer